# روني ماكلوسكي
روني ماكلوسكي (بالإنجليزية: Ronnie McCluskey)‏ هو لاعب كرة قدم بريطاني في مركز حراسة المرمى، ولد في 3 نوفمبر 1936 في جونستون ‏ في المملكة المتحدة، وتوفي في 23 يونيو 2011 في دنبار في المملكة المتحدة. لعب مع نادي أكرينغتون ستانلي ونادي إيست فيف.